# Flins (mythologie)
Pour les articles homonymes, voir Flins.
Flins est le dieu de la mort dans la mythologie Wende. Il y a également une grande pierre près de Szprotawa en Pologne appelée Flins, bien que son lien avec un culte du dieu soit purement hypothétique. Malgré tout, Flins, que ce soit la pierre ou le dieu, est l'un des sujets de recherche du musée local d'Histoire, le Muzeum Ziemi Szprotawskiej (en).